# Semiothisa gyliura
Semiothisa gyliura är en fjärilsart som beskrevs av Louis Beethoven Prout 1932. Semiothisa gyliura ingår i släktet Semiothisa och familjen mätare. Inga underarter finns listade i Catalogue of Life.